# Кузнецовский тоннель
Кузнецо́вский тонне́ль — общее название двух железнодорожных тоннелей на Байкало-Амурской магистрали, на участке Оунэ — Высокогорная (на ветке Комсомольск-на-Амуре — Советская Гавань).
Тоннели, расположенные в Хабаровском крае, находятся на подъёме на Кузнецовский перевал, пересекающий горный хребет Сихотэ-Алинь. Оба тоннеля однопутные, длина старого составляет 413 м, нового — 3890 м.
Тоннель получил своё название в честь начальника изыскательской партии А. П. Кузнецова, умершего в ходе строительства и похороненного рядом с порталом старого тоннеля.

## Старый Кузнецовский тоннель
Первоначально изыскательские работы по железнодорожной линии Комсомольск — Советская Гавань были проведены в 1939 году. В 1941 году строительство было начато, но уже вскоре его прервала начавшаяся Великая Отечественная война. Через два года, 21 мая 1943 года Государственный комитет обороны принял решение о строительстве второго выхода Транссиба к морю, то есть о возобновлении возведения линии.
Наиболее сложным участком новой линии стало пересечение Сихотэ-Алиньского хребта. Всего было предложено 30 вариантов прохождения железной дороги на этом участке, и из них было выбрано два конкурирующих плана, разработанных изыскательскими партиями А. П. Кузнецова и В. И. Реймерса. Детальная проработка проектов отдала предпочтение первому из них, предусматривающему строительство тоннеля длиной 400 м и перекрытие одной из проток реки Хунгари дамбой.
Строительство началось в октябре 1943 года, на стройке работали как вольнонаёмные, так и заключённые, спецтрудпереселенцы. Непосредственно на строительстве подходов к хребту и самого тоннеля были заняты коллективы под руководством Д. В. Успенского, Я. Ф. Айрас и В. Н. Черникова. Тоннель строился по облегчённым нормам; первые поезда пошли по нему в начале июля 1945 года.
По состоянию на конец 2009 года тоннель находился в предаварийном состоянии. Значительный уклон дорожного полотна на перевальном участке вкупе с наличием большого количества кривых малого радиуса давал возможность проведения поездов массой не более 4 тыс. тонн с двумя трёхсекционными тепловозами — одним в голове, а вторым, подталкивающим, — в хвосте.

## Новый Кузнецовский тоннель
В 2008 году была начата реконструкция участка Оунэ — Высокогорная, в ходе которой его длина сокращена с 37,6 км до 24,9 км и построен новый тоннель, что позволило водить составы весом до 5,5 тыс. тонн. Проходка основного тоннеля длиной 3890 м была завершена 4 июня 2011 года, ранее была пройдена и обустроена транспортно-дренажная штольня длиной 3909 м. Обделка нового тоннеля устроена из железобетонных блоков. После бетонирования обратного свода, укладки пути, проводки и подключения коммуникаций новый Кузнецовский тоннель был введён в эксплуатацию. Сдача тоннеля в эксплуатацию состоялась 25 декабря 2012 года.
Расчитывалось, что строительство нового тоннеля позволит резко увеличить объём железнодорожных перевозок на Восточном БАМе направлением на Ванино и Советскую Гавань — с 12 млн тонн в 2009 году до 24 млн тонн к 2015 году. Общая стоимость проекта по реконструкции участка Комсомольск-на-Амуре — Советская Гавань, как ожидается, составит 59,8 млрд руб., из них 17,56 млрд руб. — средства Инвестиционного фонда Российской Федерации, 42,3 млрд руб. — средства ОАО «РЖД».